# Plaquette H.F. Westerveld

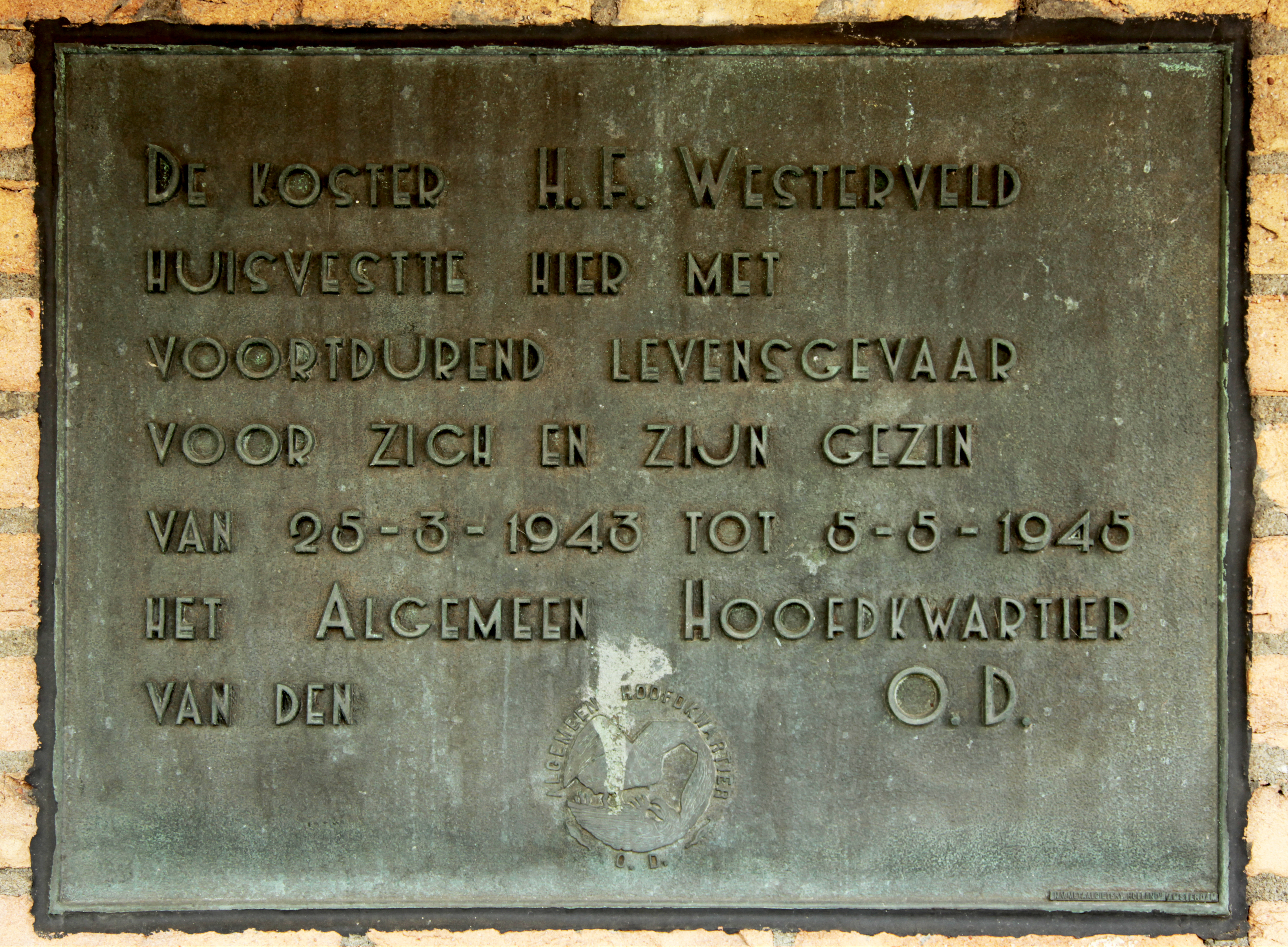
Plaquette (2014)

De Plaquette H.F. Westerveld is een plaquette ter nagedachtenis van verzetswerk door Heijmen Friedrich Westerveld (Amsterdam, 20 augustus 1896 – Soest, 23 juni 1980).
De gedenkplaat werd op 7 mei 1947 onthuld door Prins Bernhard in aanwezigheid van minister L. Neher en generaal jhr. W. Roëll aan de Koepelkerk aan de Stadhouderskade in Amsterdam. De plaquette draagt de tekst: "De koster H.F. Westerveld huisvestte hier met voortdurend levensgevaar voor zich en zijn gezin van 25 maart 1943 tot 5 mei 1945 het algemene hoofdkwartier van de O.D". O.D. staat voor de Ordedienst, die O.D. had regelmatig contact met Prins Bernard. Pieter Jacob Six, leider van de O.D. hield een toespraak.
De kerk werd in 1972 gesloopt en op de plaats van de kerk werd het Amsterdam Marriott Hotel gebouwd. In april 1975 toen het hotel afgebouwd was onthulde Pieter Jacob Six de plaquette opnieuw, maar dan in de voorgevel van het hotel.
Westerveld combineerde het kosterschap met een baan als aannemer/timmerman. Hij woonde met zijn gezin aan de Tesselschadestraat, vlak bij de kerk. Westerveld werd voor zijn verzetsactiviteiten geëerd met het Kruis van Verdienste en de King's Medal for Courage in the Cause of Freedom. Postuum werden hem nog het Verzetsherdenkingskruis en de Amerikaanse Legion of Honor Award toegekend. Een dochter en een zoon verrichtten ook verzetswerk.